# Armstrong Siddeley Cheetah
Armstrong Siddeley Cheetah var en 7-cylindret britisk luftkølet fly-Stjernemotor på 834 cu. in. (13.65 L) slagvolumen introduceret i 1935 og produceret indtil 1948. Tidlige varianter af Cheetah var oprindeligt navngivet Lynx Major.
Cheetah blev benyttet i mange britiske skole- og træningsfly under 2.verdenskrig, heriblandt Avro Anson og Airspeed Oxford.

## Design og udvikling
Cheetah var en videreudvikling af den tidligere Lynx. Den beholdt samme slaglængde som Lynx, men benyttede cylindre med en større boring fra Armstrong Siddeley Panther. De første motorer drev propellen direkte, i senere modeller blev der tilbudt reduktionsgear med forskellige gearinger. Kompressorer kunne også tilvælges senere varianter, både gearede typer og typer direkte drevet af krumtapakslen.
Det grundlæggende design af Cheetah forblev uændret fra introduktionen i 1935 til de sidste eksemplarer blev bygget i 1948. Det var den første motor af denne type der blev certificeret til 1.200 timers servicetid imellem hovedeftersyn (time between overhaul, TBO). Der blev bygget over 37.200 eksemplarer af denne motor.

## Varianter
Kilde: LumsdenNote:
Lynx V (Lynx Major)
1930, 230 hk (171 kW).
Cheetah V
1935, 270 hk (201 kW) ved 2.100 rpm.
Cheetah VA
1935, 285 hk (212 kW) ved 2.425 rpm.
Cheetah VI
1935, 307 hk (229 kW) ved 2.425 rpm.
Cheetah VIA
1936, som Mk VI men med Mk IX cylindre.
Cheetah IX
1937, 345 hk (257 kW) ved 2.425 rpm.
Cheetah X
1938, 375 hk (280 kW) ved 2.300 rpm.
Cheetah XI
345 hk (257 kW) ved 2.425 rpm, gearet version af Cheetah X.
Cheetah XII
Magen til Mk X, men tilpasset til måldronefly.
Cheetah XV
420 hk (313 kW) ved 2.425 rpm.
Cheetah XVII
1948, 385 hk (287 kW) ved 2.425 rpm.
Cheetah XVIII
385 hk (287 kW) ved 2.425 rpm, karburatoren var modificeret så motoren kunne udføre luftakrobatik.
Cheetah XIX
355 hk (265 kW) ved 2.425 rpm
Cheetah 25
345 hk (257 kW) ved 2.425 rpm, Cheetah XV opgraderet til 475 hk (355 kW) ved 2.700 rpm, modificeret constant-speed regulator.
Cheetah 26
385 hk (287 kW).
Cheetah 27
1948, 385 hk (287 kW).

## Anvendelse
- Airspeed Consul
- Airspeed Courier
- Airspeed Envoy
- Airspeed Oxford
- Airspeed Queen Wasp
- Airspeed Viceroy
- Avro 626
- Avro 652
- Avro Anson
- Blackburn Lincock
- Bristol Bulldog
- CASA C-201 Alcotán
- de Havilland Hawk Moth
- Edgar Percival Prospector
- Handley Page H.P.R.2
- Hispano HS-42
- IAe.22 DL
- Kingsford Smith PL.7
- Koolhoven F.K.51
- Marinens Flyvebaatfabrikk M.F.8
- Marinens Flyvebaatfabrikk M.F.10
- Percival Provost (prototype)
- SEA-1
- VEF JDA-10M

## Overlevende motorer

### Flyvedygtige
I Oktober 2008 var der mindst fire flyvedygtige Cheetah motorer. Der sidder to Cheetah 17 i den Anson T21 der er i tjeneste ved Classic Air Force, og et andet par Cheetah 17 er monteret i Avro Nineteen, G-AHKX som er registreret til BAE Systems, men som normalt er udstationeret ved Shuttleworth Collection.

### Udstillede
Bevarede Armstrong Siddeley Cheetah motorer bliver udstillet på følgende museer:
- Arkansas Air & Military Museum
- Aviation Heritage Museum (Western Australia)[7]
- Brooklands Museum
- Fleet Air Arm Museum
- Malta Aviation Museum
- Port Elizabeth afdelingen af South African Air Force Museum
- Royal Air Force Museum Cosford

## Specifikationer (Cheetah IX)
| Type:                       | 7-cylindret trykladet og luftkølet | stjernemotor                                |
| Boring:                     | 5.25 in                            | 133 mm                                      |
| Slaglængde:                 | 5,5 in                             | 140 mm                                      |
| Slagvolumen:                | 834 cu.in.                         | 13,65 liter                                 |
| Længde:                     | 52,8 in                            | 1.342 mm                                    |
| Diameter:                   | 47,6 in                            | 1.210 mm                                    |
| Vægt:                       | 637 lb                             | 289 kg                                      |
| Ventiler:                   | To ventiler pr. cyl.               | stødstangsaktiverede                        |
| Kompressor:                 | geardrevet centrifugaltype         |                                             |
| Brændstof:                  | 87 oktan                           | benzin                                      |
| Brændstofsystem:            | Claudel-Hobson                     | karburator                                  |
| Effekt:                     | 345 hk (US hp)                     | 257 kW @ 2.425 omdr. ved 7.875 ft (2.400 m) |
| Takeoff effekt:             | 338 hk                             | 252 kW @ 2.100 omdr.                        |
| Specifik effekt:            | 0,41 hk/in³                        | 18,83 kW/l                                  |
| Kompression:                | 6,35:1                             |                                             |
| Specifikt brændstofforbrug: | 0,45 lb/hk/time                    | 271 g/kW/time                               |
| Specifikt olieforbrug:      | 0,24–0,45 oz/hk/time               | 9–17 g/kW/time                              |
| Effekt/vægt:                | 0,54 hk/lb                         | 0.89 kW/kg                                  |
| Reduktionsgear:             | Direkte drev                       |                                             |

## Yderligere litteratur
- Bridgman, L, red. (1998). Jane's fighting aircraft of World War II. Crescent. ISBN 978-0-517-67964-7.
- Gunston, Bill. Development of Piston Aero Engines. Cambridge, England. Patrick Stephens Limited, 2006. ISBN 0-7509-4478-1